# Die Reise zur Insel des Grauens
Die Reise zur Insel des Grauens (Original: Misterio en la isla de los monstruos) ist ein spanischer Abenteuerfilm des Regisseurs Juan Piquer Simón aus dem Jahr 1981. Der Film erschien in der DDR 1984 auch unter dem Namen Das Geheimnis der Monsterinsel. Als Vorlage für das Drehbuch diente der 1882 erschienene Roman L’école des Robinsons des Schriftstellers Jules Verne.

## Handlung
Der reiche William T. Kolderup ersteigert auf einer Auktion für fünf Millionen Dollar eine Insel. Um seinen neuen Besitz zu erkunden, will er seinen Neffen Jeff Morgan dorthin schicken. Jeff steht zwar kurz vor der Hochzeit mit seiner Freundin Meg Hollaney, doch da er auch gern vorher noch einige Abenteuer erleben würde, willigt er ein. Auf seiner Reise begleitet ihn Professor Thomas Tartelett, der mit seiner Ängstlichkeit ihm keine große Hilfe zu sein scheint.
Mitten im Pazifik wird das Schiff unerwartet von Seeungeheuern angegriffen und nachdem an Bord ein Feuer ausbricht, retten sich Jeff und Thomas auf eine einsame Insel. Dort erkunden sie als erstes die Umgebung und gelangen dabei in eine Höhle, die darauf schließen lässt, dass es möglicherweise Kannibalen gibt. Jeff zeigt sich nicht weiter beeindruckt und will erst einmal etwas zu essen besorgen, denn Früchte und essbare Tiere scheinen genug vorhanden zu sein. Auf seiner Suche entdeckt er ein Grab, was ihn davon überzeugt, nicht allein auf der Insel zu sein, sondern dass auch weitere Schiffbrüchige da sein könnten. Und so stoßen Jeff und Thomas schon bald auf die verlassene Behausung eines anderen Menschen. Sie bedienen sich an den Habseligkeiten des Unbekannten, kleiden sich neu ein und nehmen alles mit, was ihnen nützlich sein könnte. So ausgestattet gelingt es ihnen, sich in der Höhle relativ komfortabel einzurichten. Dennoch sehnt sich Jeff zu seiner Heimat und der Verlobten zurück.
Am nächsten Tag beobachtet Jeff, wie ein Trupp Männer mit einem Gefangenen die Insel betritt und mutmaßt, dass dies Kannibalen sind. Er warnt Thomas und beide verstecken sich. Als die Kannibalen ihr potentielles Opfer töten wollen, schießt Jeff in die Gruppe und rettet damit Carefinatu das Leben. Daraufhin schließt sich ihnen Carefinatu und auch ein wilder Schimpanse an. Gemeinsam kämpfen sie gegen riesige Echsen, seltsame Monster und gigantische Raupen, die auf der mysteriösen Insel vorkommen. Als die Gestrandeten einen Truthahn jagen, treffen sie im Dschungel plötzlich auf die junge, hübsche Französin Dominique, die ebenfalls nach einem Schiffbruch auf die Insel gelangt war. Während sie sich miteinander bekannt machen, werden sie von Piraten überrascht, die auf der Suche nach einem Goldschatz sind. Mit Carefinatus Hilfe können sie den Piraten entkommen und verschanzen sich in Dominiques Höhle. Von dort aus kämpfen sie mit vielen Tricks erfolgreich gegen die Piraten. Jeff ist stolz, als eigentlich verwöhnter Stadtmensch, die Gruppe erfolgreich durch alle Gefahren gebracht zu haben. Da outet sich plötzlich Carefinatu als Schauspieler, der von Jeffs Onkel beauftragt wurde, für ein Abenteuer zu sorgen. Onkel William trifft auch schon bald ein, um die Gruppe wieder abzuholen. Jeff ist nicht begeistert, dass sein Onkel ihm diese Prüfung auferlegt hat. Bei ihrer Aussprache müssen sie erkennen, dass die Piraten keine gekauften Schauspieler, sondern echt sind. Es handelt sich um Kolderups Widersacher Taskinar und seine Leute. Taskinar war schon lange auf der Suche nach dem Goldschatz der Insel und hatte auch Dominique in seinen Diensten für sich arbeiten lassen. In einem letzten Kampf wird er jedoch besiegt und mit seinen Leuten auf der Insel zurückgelassen. Jeff folgt seinem Onkel, um viele Erfahrungen reicher, zurück nach San Francisco.

## Hintergrund
Gedreht wurde an Orten in Madrid, Otur (Asturien), Saragossa, Kanarische Inseln und Puerto Rico.
Der Film hatte am 3. April 1981 in Spanien seine Erstaufführung unter dem Titel Misterio en la isla de los monstruos. In Westdeutschland erschien er am 7. Oktober 1982 unter dem Titel Die Reise zur Insel des Grauens, während er ab 6. April 1984 in der DDR als Das Geheimnis der Monsterinsel in den Kinos lief. Im englischsprachigen Raum lief der Film als Mystery on Monster Island.

## Rezeption
„Billig produzierter Abenteuerfilm, in dem ein junger Mann auf einer Insel landet und sein tollpatschiger Begleiter für Slapstick sorgt.“